# الورد والعندليب

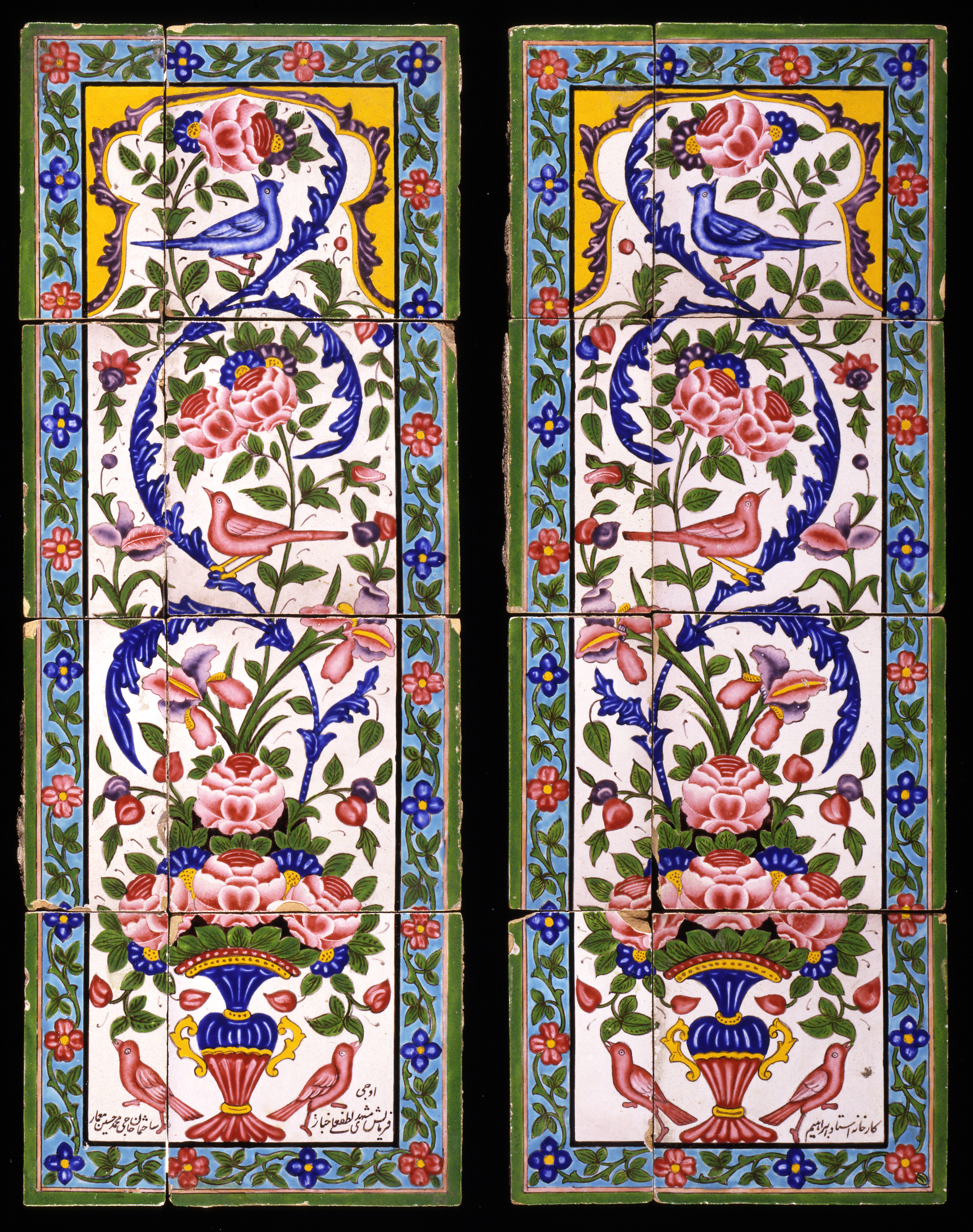
شريطين من البلاط الخزفي ، مطليين (بتصميم وردة وعندليب) بطلاء ملون على طلاء أبيض، يعود تاريخهما إلى النصف الأول من القرن التاسع عشر.

الورد والعندليب أو الزهر والبلبل هي أسلوب في الرسم الإيراني. يرمز الورد والهندليب إلى النعمة الإلهية والتجلي الدقيق للخالق. كما أن الحوار الرومانسي بين الزهرة والطائر يشبه أيضًا تمجيد الله وتذكر الحقيقة. الزهرة لها مكانة الحبيبة، والطائر (العندليب) له مكانة العاشق. في رسم الورد والعندليب، يُعد خلق الانسجام بين عناصر اللوحة أمرًا دقيقًا للغاية. ليس من الضروري أن يكون الطائر موجودًا في العمل، ولكن إذا كان حاضرًا فهو في حالة انتظار بصبر حتى تتفتح الزهرة ويقع في الحب معها. في بعض الأحيان، من خلال التحليق وفي حالة النشوة، ينفصل الطائر عن العالم المادي ويكون في حالة صعود نحو العالم غير المادي.
إن البيت الشعري التالي يعكس بشكل جيد المعنى الخفي في رسم الزهور والطيور:
ويُترجم
إن تلوين زخارف الزهور والطيور، والرسم الإيراني بشكل عام، ليس واقعيًا، وللرسام حرية متفاوتة في اختيار الألوان.
بالإضافة إلى طبيعة موضوع هذا الفن المحددة، فإن المعالجة الدقيقة والواسعة النطاق للنقاط في هذا الفن هي إحدى السمات الفريدة لرسم الزهور والطيور. في الماضي كان هذا الفن يقتصر على تزيين أغلفة المصاحف والكتب الدينية، أما اليوم فيمكن رؤيته أيضاً في شكل لوحات على أسطح الأعمال الفنية مثل حاملات الأقلام، وإطارات المرايا، والصناديق، وأغلفة الكتب غير الدينية، واللوحات المستقلة.

## التاريخ
تاريخيًا، بدأ الجمع بين النباتات والطيور عندما صُورَت النباتات في تصاميم هندسية. لأن الزهور والنباتات بأنسجتها الدائرية وريشها المنحني تستطيع أن تتقبل الأشكال الهندسية، أما الطيور بأطرافها الناعمة فتحتاج إلى أشكال غير هندسية. هناك أعمال للزهور والطيور من العصر السلجوقي والصفوي والقاجاري، مع بعض الاختلافات فيما بينها. لكن عملية التغيير لديهم كانت بطيئة مع مرور الوقت. وفي أواخر العصر الصفوي، تم رسم الطيور بعناية فائقة، وبعد ذلك لم نشهد أي تغييرات كبيرة في هذا الفن. ولكن هناك اختلافات في طريقة تنفيذه. على سبيل المثال، في مدرسة شيراز تكون البتلات أكثر امتلاءً، وفي الطرق الأخرى تكون رقيقة جدًا وقليلة العدد.

## اقتباسات
استلهم أوسكار وايلد هذا الفن في الأمير السعيد وقصص أخرى.